# Ipu Futebol Clube
O Ipu Futebol Clube é um clube de futebol da cidade de Ipu, no estado do Ceará. Foi fundado em 1 de janeiro de 2006. Em seu primeiro ano, disputou a Terceira Divisão do Cearense ficando em terceiro lugar, desde então não disputou mais nada.

## Desempenho em competições

### Campeonato Cearense - 3ª divisão
| Ano  | Posição |
| 2006 | 3º      |

## Símbolos e cores

### Mascote

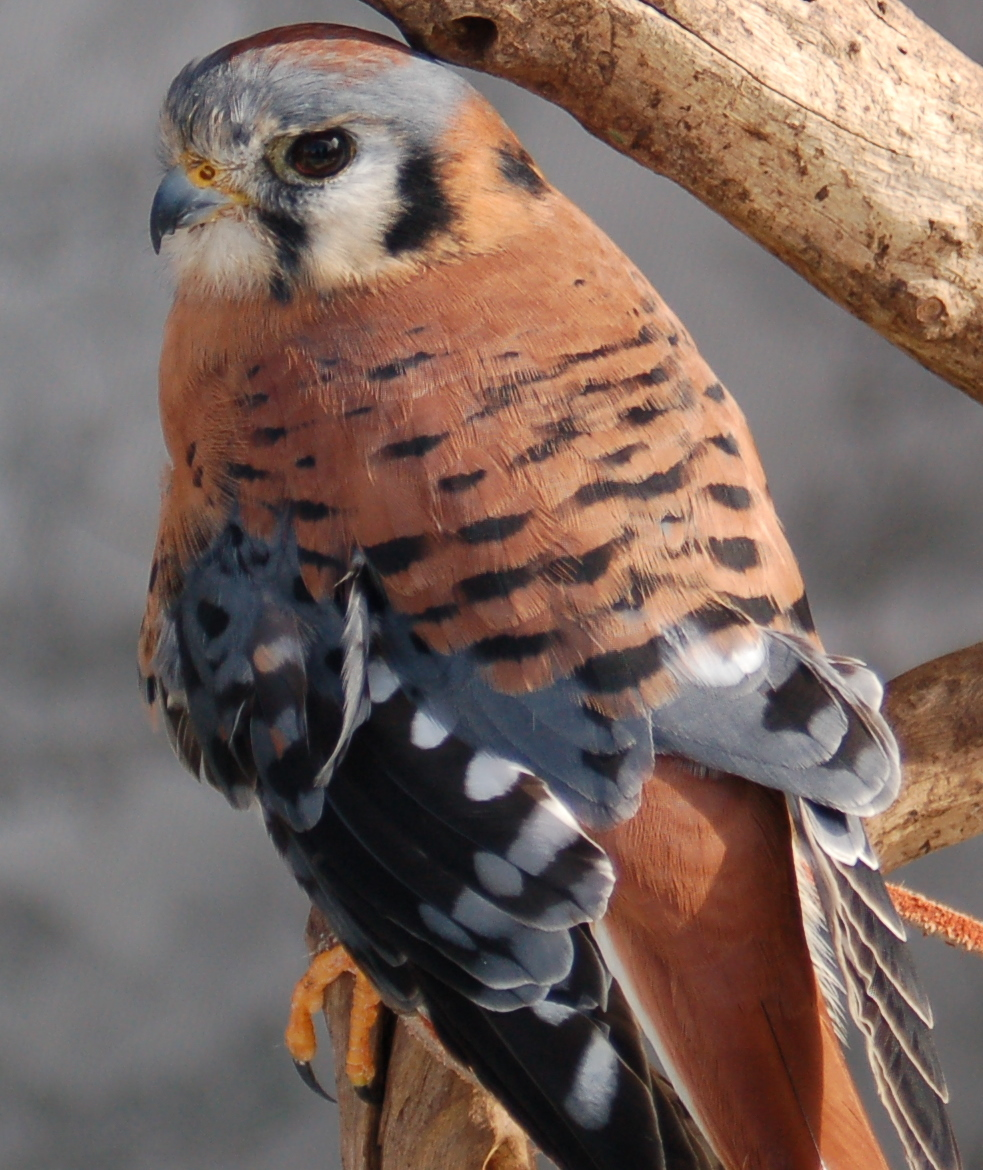
Quiriquiri - Mascote do Ipu

O mascote do Ipu Futebol Clube é o Quiriquiri da Terra de Iracema.[carece de fontes?]

### Uniformes
As cores do uniforme do Ipu Futebol Clube é o azul e o amarelo, sendo o 1º uniforme composto por camisa azul com detalhes em amarelo, com short amarelo e meiões azuis.[carece de fontes?]
O 2º uniforme é composto por: camisa amarela com detalhes em azuis, com short azuis e meiões amarelos.[carece de fontes?]